# Secretário do Comércio dos Estados Unidos

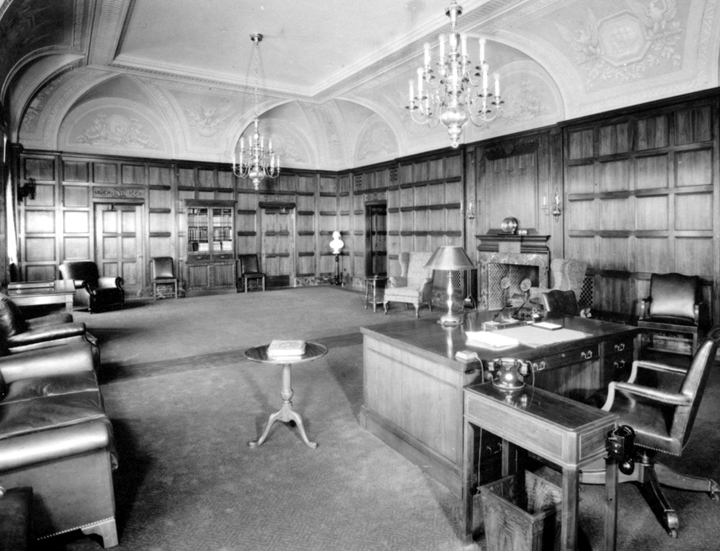
O gabinete do secretário de Comércio na século XX.

O Secretário do Comércio dos Estados Unidos (em inglês:  United States Secretary of Commerce) é o chefe do Departamento de Comércio dos Estados Unidos. O secretário é nomeado pelo Presidente dos Estados Unidos e deve ser confirmado no cargo pelo Senado. A função foi criada em 1913, quando o Ministério foi criado ou dividiu o antigo Comércio e Trabalho.
A atual Secretária é a democrata Gina Raimondo.

## Lista de secretários de Comércio
Partidos
      Sem partido
      Democrata
      Republicano
| Nº | Retrato           | Nome                    | Estado de residência | Assumiu o cargo         | Deixou o cargo          | Presidente(s) | Presidente(s)         |
| -- | ----------------- | ----------------------- | -------------------- | ----------------------- | ----------------------- | ------------- | --------------------- |
| 1  |                   | William C. Redfield     | Nova Iorque          | 5 de março de 1913      | 31 de outubro de 1919   |               | Woodrow Wilson        |
| 2  |                   | Joshua W. Alexander     | Missouri             | 16 de dezembro de 1919  | 4 de março de 1921      |               | Woodrow Wilson        |
| 3  |                   | Herbert C. Hoover       | Califórnia           | 5 de março de 1921      | 21 de agosto de 1928    |               | Warren G. Harding     |
| 3  | Calvin Coolidge   | Herbert C. Hoover       | Califórnia           | 5 de março de 1921      | 21 de agosto de 1928    |               |                       |
| 4  |                   | William F. Whiting      | Massachusetts        | 22 de agosto de 1928    | 4 de março de 1929      |               |                       |
| 5  |                   | Robert P. Lamont        | Illinois             | 5 de março de 1929      | 7 de agosto de 1932     |               | Herbert Hoover        |
| 6  |                   | Roy D. Chapin           | Michigan             | 8 de agosto de 1932     | 3 de março de 1933      |               | Herbert Hoover        |
| 7  |                   | Daniel C. Roper         | Carolina do Sul      | 4 de março de 1933      | 23 de dezembro de 1938  |               | Franklin D. Roosevelt |
| 8  |                   | Harry L. Hopkins        | Nova Iorque          | 24 de dezembro de 1938  | 18 de setembro de 1940  |               | Franklin D. Roosevelt |
| 9  |                   | Jesse H. Jones          | Texas                | 19 de setembro de 1940  | 1 de março de 1945      |               | Franklin D. Roosevelt |
| 10 |                   | Henry A. Wallace        | Iowa                 | 2 de março de 1945      | 20 de setembro de 1946  |               | Franklin D. Roosevelt |
| 10 | Harry S. Truman   | Henry A. Wallace        | Iowa                 | 2 de março de 1945      | 20 de setembro de 1946  |               |                       |
| 11 |                   | W. Averell Harriman     | Nova Iorque          | 7 de outubro de 1946    | 22 de abril de 1948     |               |                       |
| 12 |                   | Charles W. Sawyer       | Ohio                 | 6 de maio de 1948       | 20 de janeiro de 1953   |               |                       |
| 13 |                   | Sinclair Weeks          | Massachusetts        | 21 de janeiro de 1953   | 10 de novembro de 1958  |               | Dwight D. Eisenhower  |
| 14 |                   | Frederick H. Mueller    | Michigan             | 10 de agosto de 1959    | 19 de janeiro de 1961   |               | Dwight D. Eisenhower  |
| 15 |                   | Luther H. Hodges        | Carolina do Norte    | 21 de janeiro de 1961   | 15 de janeiro de 1965   |               | John F. Kennedy       |
| 15 | Lyndon B. Johnson | Luther H. Hodges        | Carolina do Norte    | 21 de janeiro de 1961   | 15 de janeiro de 1965   |               |                       |
| 16 |                   | John T. Connor          | Nova Jérsei          | 18 de janeiro de 1965   | 31 de janeiro de 1967   |               |                       |
| 17 |                   | Alexander B. Trowbridge | Nova Iorque          | 14 de junho de 1967     | 1 de março de 1968      |               |                       |
| 18 |                   | Cyrus R. Smith          | Nova Iorque          | 6 de março de 1968      | 19 de janeiro de 1969   |               |                       |
| 19 |                   | Maurice H. Stans        | Nova Iorque          | 21 de janeiro de 1969   | 15 de fevereiro de 1972 |               | Richard Nixon         |
| 20 |                   | Peter G. Peterson       | Illinois             | 29 de fevereiro de 1972 | 1 de fevereiro de 1973  |               | Richard Nixon         |
| 21 |                   | Frederick B. Dent       | Carolina do Sul      | 2 de fevereiro de 1973  | 26 de março de 1975     |               | Richard Nixon         |
| 21 | Gerald Ford       | Frederick B. Dent       | Carolina do Sul      | 2 de fevereiro de 1973  | 26 de março de 1975     |               |                       |
| 22 |                   | Rogers C. B. Morton     | Maryland             | 1 de maio de 1975       | 2 de fevereiro de 1976  |               |                       |
| 23 |                   | Elliot L. Richardson    | Massachusetts        | 2 de fevereiro de 1976  | 20 de janeiro de 1977   |               |                       |
| 24 |                   | Juanita M. Kreps        | Carolina do Norte    | 23 de janeiro de 1977   | 31 de outubro de 1979   |               | Jimmy Carter          |
| 25 |                   | Philip M. Klutznick     | Illinois             | 9 de janeiro de 1980    | 20 de janeiro de 1981   |               | Jimmy Carter          |
| 26 |                   | Malcolm Baldrige        | Connecticut          | 20 de janeiro de 1981   | 25 de julho de 1987     |               | Ronald Reagan         |
| 27 |                   | C. William Verity Jr.   | Ohio                 | 19 de outubro de 1987   | 30 de janeiro de 1989   |               | Ronald Reagan         |
| 28 |                   | Robert A. Mosbacher     | Texas                | 31 de janeiro de 1989   | 15 de janeiro de 1992   |               | George H. W. Bush     |
| 29 |                   | Barbara H. Franklin     | Pensilvânia          | 27 de fevereiro de 1992 | 20 de janeiro de 1993   |               | George H. W. Bush     |
| 30 |                   | Ronald H. Brown         | Nova Iorque          | 20 de janeiro de 1993   | 3 de abril de 1996      |               | Bill Clinton          |
| 31 |                   | Mickey Kantor           | Tenessi              | 12 de abril de 1996     | 21 de janeiro de 1997   |               | Bill Clinton          |
| 32 |                   | William M. Daley        | Illinois             | 30 de janeiro de 1997   | 19 de julho de 2000     |               | Bill Clinton          |
| 33 |                   | Norman Y. Mineta        | Califórnia           | 21 de julho de 2000     | 20 de janeiro de 2001   |               | Bill Clinton          |
| 34 |                   | Donald L. Evans         | Texas                | 20 de janeiro de 2001   | 7 de fevereiro de 2005  |               | George W. Bush        |
| 35 |                   | Carlos M. Gutierrez     | Flórida              | 7 de fevereiro de 2005  | 20 de janeiro de 2009   |               | George W. Bush        |
| 36 |                   | Gary F. Locke           | Washington           | 26 de março de 2009     | 1 de agosto de 2011     |               | Barack Obama          |
| 37 |                   | John E. Bryson          | Nova Iorque          | 21 de outubro de 2011   | 11 de junho de 2012     |               | Barack Obama          |
| 38 |                   | Penny Pritzker          | Illinois             | 26 de junho de 2013     | 20 de janeiro de 2017   |               | Barack Obama          |
| 39 |                   | Wilbur Ross             | Flórida              | 28 de fevereiro de 2017 | 20 de janeiro de 2021   |               | Donald Trump          |
| 40 |                   | Gina Raimondo           | Rhode Island         | 3 de março de 2021      | Em exercício            |               | Joe Biden             |

Fonte: Departamento de Comércio: Secretários

## Linha de sucessão
A linha de sucessão do secretário de Comércio é a seguinte:
1. Secretário Adjunto de Comércio
2. Conselho Geral do Departamento de Comércio
3. Subsecretário de Comércio Exterior
4. Subsecretário de Comércio para os Oceanos e a Atmosfera; e administrador da Administração Oceânica e Atmosférica Nacional
5. Subsecretário de Comércio para Tecnologia
6. Subsecretário de Comércio para Administração de Exportação
7. Diretor Financeiro do Departamento de Comércio e Secretário Adjunto de Comércio em cargo de Administração
8. Subsecretário de Assuntos Legislativos e Assuntos Intergovernamentais